# Doğukan Sinik
Doğukan Sinik (* 21. Januar 1999 in Antalya) ist ein türkischer Fußballspieler.

## Karriere

### Verein
Sinik begann mit dem Vereinsfußball in der Jugend von Antalya Kundu SK und spielte später für den Nachwuchs von Antalya Şimşek GSK. 2012 holte ihn mit Antalyaspor der erfolgreichste und bekannteste Verein seiner Heimatstadt in seine Nachwuchsabteilung. Gegen Ende der Saison 2014/15 wurde er erst am Training der Profimannschaft beteiligt und gab schließlich am 23. Mai 2015 in der Auswärtsligapartie gegen Elazığspor sein Profidebüt. Zwei Tage zuvor hatte er von seinem Klub auch einen Profivertrag erhalten. Mit diesem Debüt gehörte er auch zu jener Mannschaft, die Play-off-Sieger der TFF 1. Lig wurde und damit den Wiederaufstieg in die Süper Lig erreichte. Nach einer Leihe in der Spielzeit 2017/18 zu Kemerspor 2003, verließ er die Türkei zur Spielzeit 2022/23 um sich für 4 Mio. € Hull City in der englischen Championship anzuschließen. Doch schon in der folgenden Winterpause folgte eine Ausleihe an seinen ehemaligen Verein Antalyaspor.

### Nationalmannschaft
Von 2015 bis 2020 absolvierte Sinik insgesamt 22 Partien für diverse türkische Jugendauswahlen und erzielte dabei zwei Treffer. Am 29. März 2022 debütierte er dann auch in einem Testspiel gegen Italien (2:3) für die A-Nationalmannschaft. Seine ersten beiden Treffer erzielte der Mittelfeldspieler dann knapp drei Monate später beim 6:0-Sieg in der UEFA Nations League über Litauen.